# Team Knight Rider
Team Knight Rider (TKR) is een Amerikaanse televisieserie uit 1997. De serie is een spin-off van de populaire serie Knight Rider. TKR werd bedacht door Rick Copp en David A. Goodman, gebaseerd op de originele serie.
De serie kon echter niet tippen aan het succes van zijn voorganger, en werd om die reden al na 1 seizoen van 22 afleveringen stopgezet.

## Verhaal
De serie speelt zich 10 jaar na de originele serie af. Michael Knight is inmiddels met pensioen. Daarom stelt de Foundation for Law and Government (FLAG) een nieuw team samen van vijf intelligente voertuigen en hun bestuurders.
Net als Michael en KITT bevecht dit nieuwe team misdadigers in alle soorten en maten.

## Personages

### FLAG-personeel
Team Knight Rider bestaat uit de volgende leden:
- Kyle Stewart: een voormalige CIA-agent en leider van TKR.
- Jenny Andrews: een voormalige marinier en veteraan uit de golfoorlog. Ze is mogelijk de dochter van Michael Knight, maar dit gerucht wordt in de serie niet bevestigd.
- Duke DePalma: een voormalige politieagent uit Chicago, en een kampioen boksen.
- Erica West: een voormalige dief die en tweede kans kreeg van de FLAG om haar talenten voor het goede te gebruiken.
- Kevin "Trek" Sanders: een technisch genie. Zijn bijnaam dankt hij aan het feit dat zijn ouders grote fans waren van Star Trek.
- Gil: een van de hoofdmonteurs aan boord van Sky One.
- Clayton: de hoofdchef aan boord van Sky One.
- Captain J.P. Wyatt: de piloot van Sky One.
- Dr. Felson: de medische arts van Sky One
- Scott: een monteur.
- Shadow: de mysterieuze opdrachtgever van het team. Hij geeft het team ook geregeld informatie. Later blijkt hij een hologram te zijn gemaakt door KITT.

### Andere prominente personages
- Jim Marland: de opvolger van Devon Miles als leider van FLAG. Hij is het meesterbrein achter het Knight Rider team.
- Martin Jantzen: de psychopathische chauffeur van K.R.O.
- Mobius: de hoofdcrimineel achter veel van de misdaden waar het Knight Rider team tegen vecht.
- Dennis: een monteur aan boord van Sky One. Hij bleek later een informant te zijn van Mobius.
- Liz "Starr" Starrowitz: een crimineel die later de vriendin werd van Mobius.

## Voertuigen

### Team voertuigen
Team Knight Rider gebruikt vijf verschillende voertuigen voor hun missies, elk met een eigen computergestuurde persoonlijkheid. In tegenstelling tot KITT is elk van deze voertuigen gebouwd voor één doel in plaats van voorzien van vele verschillende gadgets. Ook hebben alle voertuigen expres een zwakke plek ingebouwd gekregen voor het geval ze op hol zouden slaan.
- Danté (D.N.T.-1): een gemodificeerde Ford Expedition Sports Utility Vehicle bestuurd door Kyle. De truck heeft genoeg ruimte om het hele TKR team te vervoeren, en dient als mobiel commandocentrum. Dante heeft een Britse persoonlijkheid.
- Domino (D.M.O.-1): een Ford Mustang bestuurd door Jenny. Domino is erg spraakzaam, vaak tot ongenoegen van de andere voertuigen.
- Attack Beast (B.S.T.-1): ook wel gewoon Beast genoemd. Beast is een Ford F-150 pick-up truck bestuurd door Duke. Hij heeft een ruige persoonlijkheid en deinst nergens voor terug. Zijn favoriete tactiek is door een muur heen rijden om een vijand te verrassen.
- Kat (K.A.T.-1): een high-tech motorfiets die kan combineren met haar "tweelingbroer" Plato tot de High Speed Pursuit Vehicle. Kat is erg snel en wendbaar, en wordt bestuurd door Erica. Haar persoonlijkheid is de tegenpool van die van haar bestuurder. Ze is altijd bezorgd om het naleven van de regels. Ze gedraagt zich dan ook meer als Erica's moeder dan als haar partner.
- Plato (P.L.A.T.O.-1): de tweede motorfiets in het team. Kan combineren met Kat tot de High Speed Pursuit Vehicle. Plato wordt bestuurd door Trek, en is al net zo geobsedeerd door feiten als zijn partner. Plato citeert vaak televisiereclames en citaten uit films.

### Andere voertuigen
- Sky One (S.K.Y.-1): een massief Lockheed C-5 Galaxy militair transportvliegtuig. Sky One is de mobiele basis voor alle TKR voertuigen, en heeft een crew van 65 leden.
- K.R.O.: een afkorting voor Knight Reformulation One. K.R.O. zou de opvolger moeten worden van KITT. Hij is een zwarte Ferrari GTS met een erg onstabiele persoonlijkheid. Derhalve ging hij door het lint en vermoordde vijf mensen. Hij wordt later gevonden door de al net zo gestoorde Martin Jantzen.
- K.A.: een afkorting voor Knight Alpha. K.A. is een prototypevoertuig geïntroduceerd in de laatste aflevering voor een mogelijk Europees Knight Rider team. K.A. spreekt enkel Duits.

## Cast
- Brixton Karnes ... Kyle Stewart
- Christine Steel ... Jenny Andrews
- Duane Davis ... Duke DePalma
- Kathy Trageser ... Erica West
- Nick Wechsler ... Kevin "Trek" Sanders
- Tom Kane ... Dante
- Nia Vardalos ... Domino
- Kerrigan Mahan ... Beast
- Andrea Hutchman ... Kat
- John Kassir ... Plato
- Don LaFontaine ... Verteller

## Afleveringen
1. Fallen Nation
2. The Magnificent T.K.R.
3. The A List
4. K.R.O.
5. Inside Traitor
6. Choctaw L-9
7. Everything to Fear
8. Sky One
9. The Iron Maiden
10. Oil & Water
11. Et Tu Dante
12. The Bad Seed
13. Out of the Past
14. The Return of Megaman
15. Angels in Chains
16. The Blonde Woman
17. The Ixtafa Affair
18. Home Away From Home
19. EMP
20. Apocalypse Maybe
21. Spy Girls
22. Legion of Doom